# Dicranodontium attenuatum
Dicranodontium attenuatum là một loài Rêu trong họ Dicranaceae. Loài này được (Mitt.) Wilson ex A. Jaeger mô tả khoa học đầu tiên năm 1880.